# Gymnasium Antonianum Geseke
Das städtische Gymnasium Antonianum in Geseke ist eine der ältesten höheren Bildungseinrichtungen im ehemaligen Herzogtum Westfalen. Sie wurde 1687 gegründet und besteht mit Unterbrechungen bis heute.

## Geschichte
Im Zuge der Gegenreformation siedelten sich 1637 Franziskaner in Geseke an. Der Plan, ein Gymnasium einzurichten, stieß auf verschiedene Probleme. Da waren zum einen die Vorbehalte des Damenstifts Geseke wie auch des städtischen Magistrats und zum anderen die Auswirkungen des Dreißigjährigen Krieges. Nach langen Verhandlungen kam es 1687 zur Schulgründung. Anfangs hatte das Gymnasium fünf Lehrer. Finanzierungsprobleme führten 1704 zur Schließung.
Durch einen Vergleich der beteiligten Parteien Stadt und Orden sowie durch die Initiative verschiedener Bürger kam es 1717 zur Neueröffnung. Zwischen 1727 und 1775 sowie zwischen 1793 und 1804 konnte über den Schulabschluss hinaus auch Philosophie studiert werden. In der Mitte des 18. Jahrhunderts lag die Zahl der Schüler bei 75. Wie in den Gymnasien in Attendorn und Arnsberg gab es im 18. Jahrhundert Theateraufführungen und Passionsspiele. Insbesondere nach dem Vorbild der Schulreformen im Geist der katholischen Aufklärung, wie sie Franz von Fürstenberg im Hochstift Münster durchführte, kam es zur Zeit des Landdrosten Franz Wilhelm von Spiegel auch im Herzogtum Westfalen und damit im Geseker Gymnasium zu Reformen.
Die Schule wurde 1804 im Zuge der Säkularisation zunächst geschlossen. Während der hessischen Herrschaft wurde die Schule zu einer Bürgerschule herabgestuft. In dieser wurden Elemente der Volksschule mit einer Realschulbildung sowie der Tradition der alten Gelehrtenschule verbunden. Die Lateinschule löste sich bald wieder von der Volksschule und wurde bereits 1828 als höhere Bürgerschule und bald darauf als höhere Schule bezeichnet. Im weiteren Verlauf entwickelte sich diese wieder zu einem Gymnasium. Im 19. und 20. Jahrhundert war die Schule mehrfach in verschiedenen Gebäuden untergebracht. Im Jahr 1969 erfolgte ein Schulneubau an der Wichburgastraße. Der Unterricht in dem neuen Gebäude wurde am 25. August 1969 mit 500 Schülern in 18 Klassen aufgenommen. Der von Franz Allerkamp entworfene Neubau war für eine durchgehende Dreizügigkeit konzipiert. Jedoch wuchs die Schule sehr schnell in eine durchgehende Vierzügigkeit, so dass Raumkapazitäten der benachbarten Dr.-Adenauer-Grundschule genutzt wurden. Heute ist die Schule durchgehend sechszügig und teilweise siebenzügig.
Schulleiter ist seit 2008 Ulrich Ledwinka, sein Vorgänger war Joachim Dohle. Zuvor wurde die Schule von Herrn Sollmann, Marieluise Beumling und Karl Wennemar geleitet.

## Absolventen
(Abiturjahrgang)
- 1972 Reinhard Marx, Kardinal und Erzbischof von München und Freising, Ehrenbürger von Geseke
- 1974 Leo Flamm, WDR-Journalist und Vorsitzender der Landespressekonferenz NRW
- 1977 Werner Lohn, MdL für den Wahlkreis Soest II im Düsseldorfer Landtag
- 1979 Celso Lopez Ramos, Vorsitzender Richter am Oberlandesgericht Hamm
- 1982 Guido A. Scheld, Professor für Allgemeine Betriebswirtschaftslehre, insb. Rechnungswesen, Ernst-Abbe-Hochschule Jena
- 1984 Ansgar Hense, Direktor des Bonner Institut für Staatskirchenrecht der Diözesen Deutschlands
- 1986 Ulrich Ledwinka, heutiger Schulleiter
- 1987 Clemens Fuest, Professor für Volkswirtschaftslehre, Präsident des ifo-Instituts – Leibniz-Institut für Wirtschaftsforschung an der Universität München
- 1987 Markus Klaer, Mitglied des Abgeordnetenhauses von Berlin (Berliner Landtag)
- 1987 Susanne Wilpers, Professorin für Personalmanagement, Hochschule Heilbronn
- 1988 Stefan Romberg, ehemaliger Abgeordneter und gesundheitspolitischer Sprecher der FDP im Düsseldorfer Landtag
- 1991 Christian Kersting, Kartellrechtsforscher an der Heinrich-Heine-Universität Düsseldorf[2]
- 1994 Remco van der Velden, Prof. für Strategie an der GISMA Business School; seit 27. Juni 2014 Bürgermeister der Stadt Geseke
- 2004 Dominic Peitz, Fußballprofi
- 2006 Cristina do Rego, Schauspielerin & Model